# Битва при Хризополі
Битва при Хризополі сталася 18 вересня 324 року між арміями двох римських імператорів: Костянтина Великого та Ліцинія. Місцем бою було давньоримське місто Хризополь (теперішній район Ускюдар у Стамбулі). Костянтин, що здобув остаточну перемогу в цій битві, вийшов переможцем у Громадянських війнах Тетрархії та став одноосібним правителем Римської імперії вперше за майже 40 років. Ліцинія, що добровільно здався після бою, було заарештовано, а згодом — страчено.

## Передумови

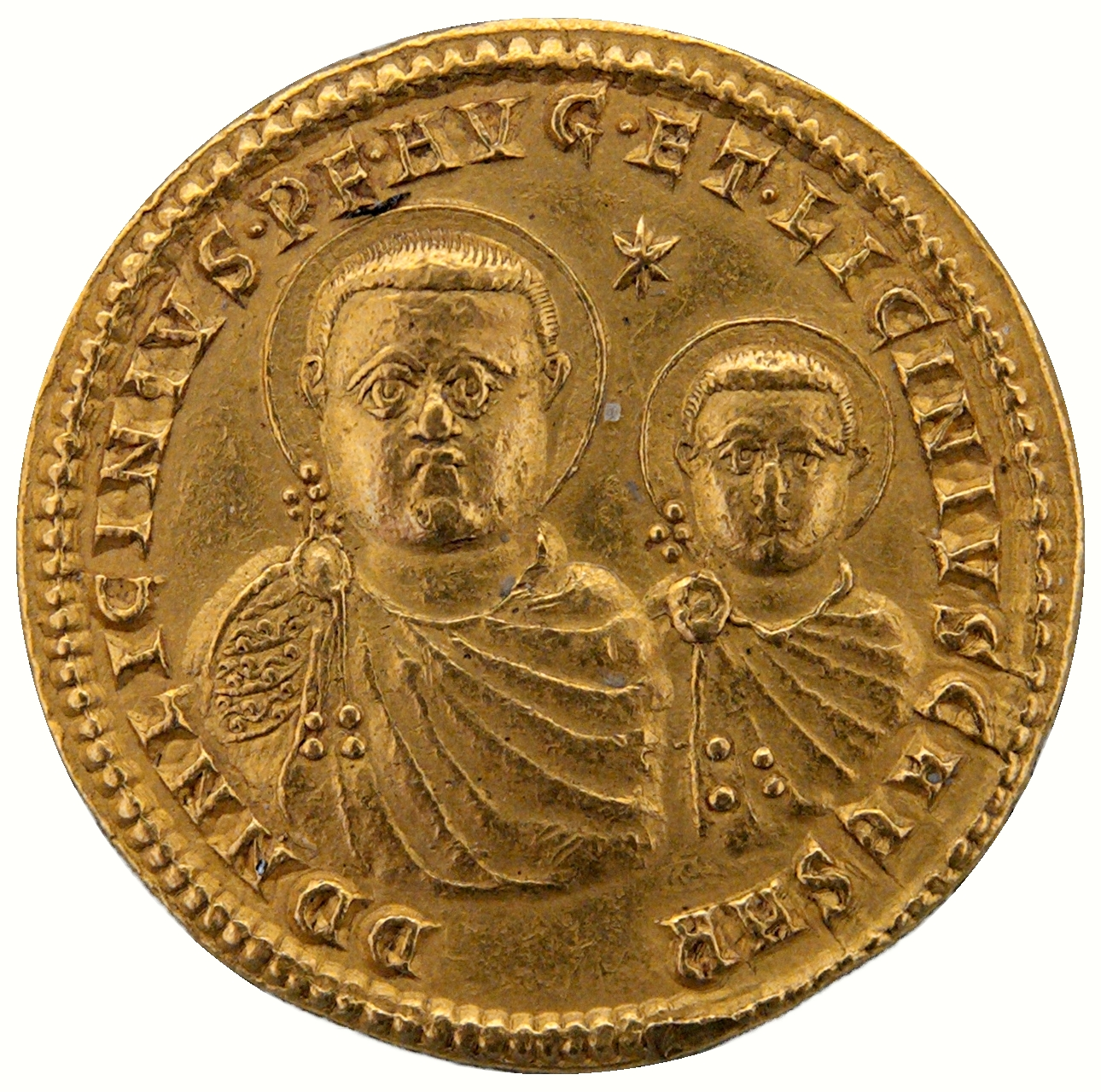
Золота монета, на якій Ліциній разом із сином зображені з ореолами

Цій битві передувала нищівна поразка флота Ліцинія в битві при Геллеспонті, в якій очільник флоту Костянтина та його син, цезар Крисп, незважаючи на помітно меншу кількість кораблів, тактично перевершив адмірала Абанта. Ця перемога дозволила війську Костянтина збудувати на Босфорі флотилію легких транспортних засобів та безперешкодно дістатися Азії, уникнувши ту частину армії Ліцинія, що під командуванням Мартиніана, охороняла узбережжя в Лампсаку.
Тільки-но Ліциній дізнався про втрату свого флоту, він евакуював гарнізон з Візантія та приєднав його до свого війська в Халкедоні на азійському березі Босфору. Перебуваючи там, він також викликав на підкріплення сили Мартиніана та військо вестготських найманців під керівництвом їхнього керівника Алікваки (або Аліки), що мали поповнити нестачі у війську Ліцинія. Проте залишається незрозумілим, чи встигли сили Мартиніана дістатися Ліцинія до початку битви.

## Битва
Розуміючи появу вдалого моменту для закінчення багаторічного протистояння, Костянтин поспішив наздогнати Ліцинія. Армія Костянтина висадилася на азійському березі Босфору в місці під назвою Священний мис, звідти рушивши на південь до Халкедону. Ліциній зі своєю армію вирушив на кілька кілометрів на північ до Хризополя. Але Костянтин випередив Ліцинія, діставшись Хризополя швидше за суперника. За повідомленнями, перед початком битви Костянтин віддалився до свого намету, де попросив божественої допомоги; після цього він розпочав свою атаку.
Релігійний аспект конфлікту полягав в тому, що війська Ліцинія вступили в бій  із зображеннями язичницьких римських богів, тоді як армія Костянтина воювала під прапором християнського лабарума. До того ж, керуючись забобонами, Ліциній заборонив своїм військам не тільки атакувати лабарум, але навіть прямо на нього дивитися.
Цього разу Костянтин не став вдаватися до будь-якого відволікаючого маневру, а просто здійснив єдину масову атаку, що виявилася вдалою. Перемога Костянтина в цій масштабній битві  була рішучою. За словами історика Зосима, «у Хризополі сталася велика різанина». Згідно з даними джерел, втрати Ліцинія становили від 25 до 30 тис. загиблими. Сам Ліциній, що зумів врятуватися, вирушив з 30 тис. вцілілих солдатів до міста Нікомедія.

## Наслідки
Визнавши, що залишки його сил не здатні чинити адекватний опір, Ліциній вирішив здатися. Посередником між двома імператорами була Констанція, зведена сестра Костянтина та дружина Ліцинія. Спочатку Костянтин піддався благанням своєї сестри та пощадив свого швагра, проте за кілька місяців усе-таки стратив його, порушивши свою урочисту присягу. Приводом для цього рішення стали наполягання офіцерів Костянтина, що підозрювали Ліцинія в спробі заколоту. Наступного 327 року син Ліцинія та Констанціі, Ліциній II, також був страчений, а його ім’я викреслено з офіційних написів.
Перемога над Ліцинієм, своїм останнім супротивником, дозволила Костянтинові вперше з 286 року стати одноосібним імператором Римської імперії. До того ж, битва при Хризополі стала заключною подією Громадянських війн Тетрархії тривалістю у 18 років. Після завоювання східної частини Римської імперії Костянтин прийняв важливе рішення щодо перенесення фактичної столиці до нового місця. З цією метою було обрано місто Візантій, яке на честь Костянтина отримало нову назву — Константинополь.